# Ingrid
Az Ingrid északi germán eredetű női név, jelentése: Ingwio isten + lovas, lovaglás vagy szép.

## Gyakorisága
Az 1990-es években igen ritka név, a 2000-es években nem szerepel a 100 leggyakoribb női név között.

## Névnapok
- február 5.[2]
- szeptember 2.[2]

## Híres Ingridek
- Ingrid Bergman svéd színésznő
- Kertesi Ingrid operaénekes